# James Salter
Pour les articles homonymes, voir Horowitz et Salter.
Œuvres principales
- Un sport et un passe-temps

James Salter, né James Arnold Horowitz le 10 juin 1925 à Passaic dans le New Jersey et mort le 19 juin 2015, à Sag Harbor dans l'État de New York, est un écrivain américain.

## Biographie
James Salter est le nom de plume de James A. Horowitz, fils de George Horowitz, un agent immobilier et entrepreneur. Né dans le New Jersey, il grandit à Manhattan et fait une partie de sa scolarité à la Horace Mann School dans le Bronx.
Il entre à l'académie militaire de West Point en 1942 à l'instigation de son père, lui-même ancien élève. À cette époque, en raison de la guerre, le nombre d'élèves a doublé et le programme d'études a été ramené à trois ans, contre quatre en temps de paix. Il obtient son diplôme en 1945.     
Pendant ses études, il est formé au pilotage, d'abord à Pine Bluff (Arkansas), puis à Stewart Field, New York. Au cours d'un vol d'entraînement en mai 1945, à court de carburant, il s'égare, confond un pont de chemin de fer avec une piste et s'écrase avec son mono-moteur T-6 Texan sur une maison à Great Barrington (Massachusetts). 
Probablement à cause de cet incident, il est ensuite orienté vers une formation sur bombardier bimoteurs B-25. Pour sa première affectation dans l'US Air Force, il est nommé à la 6e escadrille de transport, successivement basée aux Philippines puis au Japon. Il est promu premier lieutenant en janvier 1947.
Après une affectation à Hawaï, il poursuit à partir d'août 1948 ses études supérieures à l'université de Georgetown dont il sort diplômé en janvier 1950 (master's degree). Il est affecté au quartier général du Tactical air command à Langley en mars 1950. Après s'être porté volontaire pour combattre en Corée (Guerre de Corée, 1950-1953), il rejoint en février 1952, le 335e escadrille de chasse et d'interception, une unité réputée de chasseurs de Migs, dotée de F86 Sabre. Du 12 février au 6 août, il participe à plus de cent missions. Une victoire contre un Mig-15, le 4 juillet, est officiellement portée à son crédit.  
Stationné ensuite en Allemagne, puis en France, promu major et destiné au commandement d'une escadrille, mais tenté depuis longtemps par l'écriture, il publie en 1956 sous le pseudonyme de James Salter, son premier roman, The Hunters (Pour la gloire, en version française), tiré de son expérience en Corée. Le succès de ce livre, qui sera porté à l'écran en 1958 par Dick Powell, avec Robert Mitchum, lui permet de quitter l'US Air Force en 1957, après 12 années de service, dont 6 comme pilote de chasse, et de se consacrer entièrement à la littérature.
La version cinématographique de The Hunters (Flammes sur l'Asie en français), saluée par la critique, est cependant très différente du roman de Salter, qui traite de la lente auto-destruction d'un pilote de chasse de 31 ans, considéré comme un « as », mais qui n'a trouvé que de la frustration dans son premier combat, tandis que d'autres autour de lui parvenaient à la gloire grâce à des faits parfois inventés.
Son second roman, The Arms of Flesh (1961) reste inspiré par son expérience de pilote. Une version profondément remaniée sera publiée en 2000 sous le titre Cassada (Cassada, L'Olivier 2001). Salter prendra plus tard ses distances avec ses premiers "romans de l'Air Force", qu'il jugera peu satisfaisants.
Installé à New York avec sa famille, il commence une carrière de scénariste de documentaires et de films pour Hollywood, qu'il trouvera peu gratifiante. Il publie en 1967 A Sport and a Pastime (Un sport et un passe-temps, L'Olivier 1996), premier livre qu'il jugera plus tard conforme à ses ambitions littéraires. Un sport et un passe-temps se déroule en France dans les années 1960. Le roman évoque une passion très sensuelle entre un étudiant américain et une jeune Française, racontée au présent par un narrateur anonyme. 
Après A sport and a Pastime, et à côté de nombreux essais et recueils de nouvelles, édités entre 1988 et 2017, Salter écrit 3 autres romans: Light years (1975; Un bonheur parfait, L'Olivier, 1997)), Solo Faces (1979; L'homme des hautes solitudes, L'Olivier, 2003)) et All that is (2013; Et rien d'autre, L'Olivier, 2014), ainsi que ses remarquables mémoires, Burning the Days (1997; Une vie à brûler, 1999)). 
La prose de James Salter, considéré comme une des grands stylistes de la littérature américaine, a été comparée à celle d'Ernest Hemingway et d'Henry Miller, mais dans des entretiens avec son biographe, William Dowie, il indique qu'il a été surtout influencé par André Gide et Thomas Wolfe
James Salter avait une passion pour la France et sa culture, mais il n'a été traduit et apprécié en France que tardivement. À sa mort, de nombreux articles, très élogieux, lui ont été consacrés, tels celui du Monde (21 juin 2015), sous la plume de Florence Noiville, qui évoque "ce très grand écrivain", "un dur à cuire mélancolique. Visant l'essentiel dans ses textes comme dans la conversation".  
Salter avait divorcé de sa première épouse, Ann, en 1975, avec laquelle il avait eu quatre enfants. À partir de 1976, il partage sa vie avec la journaliste Kay Eldredge, qui lui donne un fils, et qu'il épouse en 1998 à Paris. Il publia avec elle en 2006 Life is Meals: a Food Lover's Book of Days.
James Salter a été élu à l'Académie américaine des arts et des lettres en 2000.

## Œuvres

### Littérature
- The Hunters (roman, 1957) Publié en français sous le titre Pour la gloire, trad. de Philippe Garnier, Paris, L’Olivier, coll. « Littérature étrangère », mai 2015
- The Arm of Flesh (roman, 1961, republié sous le titre Cassada en 2000) Publié en français sous le titre Cassada, Paris, Paris, L'Olivier, coll. « Littérature étrangère », 2001, 282 p.  (ISBN 978-2879293004)
- A Sport and a Pastime (roman, 1967) Publié en français sous le titre Un sport et un passe-temps, trad. de Philippe Garnier, Paris, L'Olivier, coll. « Littérature étrangère », 1996, 255 p.  (ISBN 978-2879290799)
- Light Years (roman, 1975) Publié en français sous le titre Un bonheur parfait, Paris, trad. de Lisa Rosenbaum et Anne Rabinovitch, Paris, L'Olivier, coll. « Littérature étrangère », 1997, 382 p.  (ISBN 978-2879290225)
- Solo Faces (roman, 1979) Publié en français sous le titre L'Homme des hautes solitudes, Paris, trad. de Antoine Deseix, Paris, Les Deux terres, 2003, 2e éd. (1re éd. 1981), 255 p.  (ISBN 978-2879290799)
- Dusk and Other Stories (roman, 1988) - PEN/Faulkner Award 1989 Publié en français sous le titre American Express, trad. de Lisa Rosenbaum, Paris, L'Olivier, coll. « Littérature étrangère », 1995, 208 p.  (ISBN 978-2879290232)
- Still Such (poésie, 1988)
- Burning the Days (mémoires, 1997) Publié en français sous le titre Une vie à brûler : Mémoires, Paris, trad. de Philippe Garnier, Paris, L'Olivier, coll. « Littérature étrangère », 1999, 438 p.  (ISBN 978-2879291789)
- Gods of Tin (compilation, 2004; sélection de The Hunters, Cassada, et Burning the Days)
- Last Night (nouvelles, 2005) Publié en français sous le titre Bangkok , Paris, trad. de Anne Rabinovitch, Paris, Les Deux terres, 2004, 255 p.  (ISBN 978-2848930015)
- There and Then: The Travel Writing of James Salter (essai, 2005)
- Life Is Meals: A Food Lover's Book of Days co-écrit avec Kay Salter, (2006) Publié en français sous le titre Chaque jour est un festin , Paris, trad. de Sophie Brissaud, La Martinière, octobre 2015
- My Lord You and Palm Court. Deux courtes nouvelles éditées dans un même ouvrage par Picador en 2006
- Memorable Days: The Selected Letters of James Salter and Robert Phelps (2010)
- All That Is (roman, 2013) Publié en français sous le titre Et rien d’autre, Paris, trad. de Marc Amfreville, L’Olivier, coll. « Littérature étrangère », 2014, 368 p.  (ISBN 978-2-8236-0290-6)
- Collected Stories (2013)

### Scénario
- 1969 : La Descente infernale (Downhill Racer) de Michael Ritchie
- 1969 : Le Rendez-vous (The appointment) de Sidney Lumet
- 1969 : Trois (Three) de James Salter
- 1981 : Threshold, de Richard Pearce

### Réalisation
- 1969 : Trois (Three)